# Río Cambil
El río Cambil es un río del sur de la península ibérica perteneciente a la cuenca hidrográfica del Guadalquivir, que discurre íntegramente por la provincia de Jaén (España).

## Curso
El río nace en pleno centro de la localidad de Cambil, de la confluencia del río Oviedo y el río Villanueva. Realiza un recorrido de unos 9 km, primero en dirección norte-sur y después en sentido este-oeste hasta su desembocadura en el río Guadalbullón, a su vez afluente del río Guadalquivir. 
Tiene por afluente al río Arbuniel.

## Historia
Con la construcción en 1906 del salto sobre el río Cambil llamado Piedra Romera llegó por primera vez la energía eléctrica a Cambil.